# Montagne de Reims (vignoble)
Pour la région, voir Montagne de Reims.
Le vignoble de la montagne de Reims est une zone viticole produisant du champagne.

## Situation géographique

Régions viticoles de la Champagne.

La montagne de Reims est située entre Reims et Épernay. L’altitude moyenne dans ce vignoble est de 200 m contre 80 m en plaine. Le mont le plus haut est le mont Sinaï, qui culmine à 286 mètres d’altitude.
La région de la montagne de Reims est divisée en cinq sous-régions : Écueil, Chigny-les-Roses, Verzenay, Trépail-Nogent-l'Abbesse et Bouzy-Ambonnay. 